# طغیان رودخانه زرد (۱۸۸۷)
طغیان رودخانه زرد در سال ۱۸۸۷ (انگلیسی: 1887 Yellow River flood) در دوران حکمرانی دودمان چینگ در ماه سپتامبر شروع شد و دست کم ۹۳۰٬۰۰۰ نفر را کشت. این فاجعه، مرگبارترین سیل در چین بود که باعث شد این سیل به یکی از بزرگ‌ترین بلایاهای طبیعی در چین بر اساس تعداد افراد کشته شده تبدیل شود.